# Terence Fixmer
Terence Fixmer, né en 1972 à Lille, est un compositeur, musicien et producteur de musique électronique français.

## Biographie
Originaire de Tourcoing, située près de la frontière Belge, il fut pendant son adolescence bercé par les courants musicaux ayant des sons synthétiques que l'on retrouve dans l'Electronic Body Music et la New wave. De par sa proximité avec la Belgique, ce style de musique était très populaire dans le Nord de la France.
Fan inconditionnel de groupes tels que Front 242, Nitzer Ebb, Klinik et DAF, il fréquente les clubs Belges en plein essor du nouveau genre musical New beat.
Lui et l'artiste Emmanuel Top, venant du même collège et de la même ville de Tourcoing, partagent ensemble cette passion.
Terence Fixmer s'initie à la production musicale avec ses mentors en parallèle à ses études d'économie au début des années 1990.
Il commence à produire et sort son premier disque en 1994, sous le nom de Scanner, sur le label Belge Bonzai Records Puis, d'autres projets tels que Human Rebirth et Alpha Process avec Bruno Quartier de BBE (groupe).
En 1998, il fonde son propre label, Planète Rouge Records..
Après avoir sorti quelques maxis sous différents alias (Gemini 9), il sort sous son vrai nom le disque vinyle : Terence Fixmer Electrostatic E.P en 1999 sur son label.
Le morceau-titre Electrostatic ressort la même année sur le label allemand International Deejay Gigolo Records. 
Electrostatic devient un succès international sur la scène techno et lance la carrière du nordiste qui part s’installer à Berlin quelques années.
A l’époque, le label Allemand monté par DJ Hell est au cœur de la vague Electroclash, avec Miss Kittin et The Hacker, Terence Fixmer est dans ce courant bien que sa musique soit plus fortement influencée par l’Electronic Body Music (EBM) et les sonorités dures et sombres,,.
Il présente également son premier Live act en Allemagne à Francfurt, invité par Sven Väth.
Il remixe en 2000 Sven Väth pour son titre Ein Waggon Voller Geschichten pour Virgin Records, s'ensuivent une série de Live act dans les clubs et festivals technos internationaux tels que Mayday à Dortmund, Dour Festival en Belgique, Monegros Desert festival,.
Il sort, en 2001, son premier album, Muscle machine sur Gigolo records, qui sera définit comme TBM, pour Techno Body Music, un mélange de genre mixant l'ambiance de l'Electronic Body Music avec le coté plus dansant de la techno,,.
En 2003, il sortira une compilation intitulée Aktion Mekanik sur le label Belge Music Man, regroupant une collection de titres et groupes électroniques des années 80 qui ont fortement influencé sa musique,.
Aktion Mekanik Theme, le morceau qu'il a créé pour cette compilation, ressortira en 2017 et prendra une seconde vie grâce aux remixes de Marcel Dettmann et Kobosil.
En 2004, il crée un nouveau projet appelé Fixmermccarthy, qui est une collaboration avec Douglas McCarthy, le chanteur du groupe Nitzer Ebb,.
Ce projet aboutit à un premier album intitulé Between the Devilqui fusionnent les sonorités classique de l'EBM et celle de la techno moderne, appuyé par les prestations énergiques, scéniques et vocales de Douglas Mccarthy. Suivra une tournée internationale,.
En 2006 il rejoint le label français Citizen Records, créé par l'artiste français Vitalic, et sort un EP Danse avec les Ombres puis le deuxième album de FixmerMccarthy Into The Night,.
Il remixe la même année le titre Adora du groupe Indochine (groupe) pour Sony Music.
2010, il se recentre pour une techno plus hypnotique,et sort son quatrième album Comedy Of Menace, puis en 2015 son cinquième album intitulé Depth Charged pour une techno sombre et mentale,.
Il remixe en 2017 le groupe Depeche Mode pour le titre Where's the Revolution pour Mute Records
,.
À la suite des précédents remixes effectués pour ce label (Nitzer Ebb, Martin Gore et Vince Clarke), cette relation musicale fut le début d'une collaboration pour plusieurs Maxi 45 tours avec le label novamute,.
En 2018, il signe son sixième album Through the Cortex sur Ostgut Ton, label du célèbre club Berlinois Berghain,. On y retrouve quelques sonorités EBM et techno minimaliste et pour certains titres un sound design plus expérimental,.
En 2021, lors de l'anniversaire des 16 ans de Ostgut Ton, Terence joue un concert live au Berghain, retransmis en direct sur Arte.
Le concert est joué en duo avec l'artiste américain Phase Fatale.
À la suite de leur performance, en résulte un titre collaboratif sur la compilation 'Fünfzehn +1' du label.
Terence Fixmer fait partie des résidents du club Berghain depuis 2016.
Il collabore avec Thomas Cohen, le chanteur du groupe Post-Punk/art Rock S.C.U.M (en) pour son nouveau projet SYLPH,.

## Discographie sélective

### Albums
- Through The Cortex, Ostgut Ton (2017)
- Depth Charged ,CLR (2015)
- Comedy of Menace, Electric Deluxe rec (2010)
- Fiction Fiction, Planete Rouge rec (2009)
- Silence Control, International Deejay Gigolo (2006)
- Muscle Machine, International Deejay Gigolo (2001)

### Singles
- Terence Fixmer & Phase Fatale, Cigarette Glow, Ostgut Ton records (2021)
- Invasion EP, Bite Records (2020)
- Warm Leatherette Re-covered EP, Mute Records (2020)
- Electric Ghosts EP, Planete Rouge Records (2020)
- The Swarm EP, Novamute Records (2019)
- Oppression E.P, Planete Rouge Rec (2018)
- The God E.P , Aufnahme + Wiedergabe (2018)
- Dance of The Comets E.P, Novamute (2017)
- Force EP, Ostgut Ton (2017)
- Beneath The Skin, Ostgut Ton (2016)
- Suffocate EP, Jealous God (2015)
- Aktion Mekanik Theme Versions, Ostgut Ton (2015)
- Elka E.P, Deeply Rooted House (2014)
- Empire E.P , Planete Rouge rec (2014)
- Psychik Part 2, CLR (2014)
- Bells, Electric Deluxe (2013)
- Psychik EP, CLR (2013)
- When The Sun Ep, Electric Deluxe (2012)
- A journey To Uncharted Destinations, Planete Rouge records (2011)
- Le Terrible EP, Electric Deluxe (2011)
- The Night EP, Turbo recordings (2011)
- Terence Fixmer & Claudio PRC: Lunar Forest EP, Prologue Rec (2011)
- Epsilon, Turbo rec (2010)
- Electric City EP, Electric Deluxe rec (2010)
- Let s take a ride EP, White Noise rec (2009)
- Machine EP, Electric Deluxe rec (2009)
- Destiny EP, White Noise rec (2009)
- Avalanche EP, Different rec (2008)
- Mental Science E.P, Planete Rouge records (2007)
- Passion EP, Datapunk (2006)
- Eaux Troubles, Harthouse records (2006)
- I Swear E.P, International Deejay Gigolo (2005)
- Danse Avec Les Ombres EP, Citizen rec (2004)
- Cerveaux sans Ames EP, International Deejay Gigolo (2003)
- Aktion Mekanik Theme EP, Music Man records (2003)
- Terence Fixmer presents Aktion Mekanik Compilation, Music Man records (2003)
- She said destroy E.P, Planete Rouge Records (2002)
- Red Section EP, Planete Rouge records (2002)
- Armée Des Ténébres, International Deejay Gigolo (2001)
- Body pressure E.P, International Deejay Gigolo (2000)
- Electric Vision E.P, International Deejay Gigolo (1999)
- Electrostatic E.P, International Deejay Gigolo (1999)
- Gemini 9 EP, Planete rouge records (1998)

### Remixes (Selection)
- Arnaud Rebotini : Outlaw (Terence Fixmer remix) MNQ records (2020)
- Ellen Allien : Love Distortion (Terence Fixmer remix) Bpitch Control (2019)
- Front Line Assembly : Feat Robert Görl: Eye on You (Terence Fixmer remix)  Metropolis Records (2018)
- Dave Clarke : Charcoal Eyes (Terence Fixmer remix) Skint Rec (2017)
- Depeche Mode : Where's The Revolution (Terence Fixmer remix) ,Mute Records (2017)
- VCMG (Martin L. Gore /Vince Clarke) : Single Blip (Terence Fixmer remix),Mute Records (2012)
- Crash Course in Science : “ Flying Turns” (Terence Fixmer rmx) From Jupiter rec (2009)
- Indochine (groupe) : "Adora" (Terence Fixmer remix) SonyBmg (2006)
- The Neon Judgement : "Nion Nion" (Terence Fixmer remx) PIAS group(2005)
- Nitzer Ebb : "Let your body learn" (Terence Fixmer rmix)  Novamute (2002)
- Sven Väth : "Ein Waggon Voller Geschichten" (Terence Fixmer remix)  Virgin Records  (2000)
- DJ Hell : "This is for you"(Terence Fixmer remix)  Disko B (1999)

### Fixmer + Mccarthy
(Terence Fixmer + Douglas Mccarthyy (Nitzer Ebb lead singer))

### Albums
- Fixmer/Mccarthy: Into the night, SPV (2008)
- Fixmer/Mccarthy: Between The Devil, Planete rouge records (2004)